# Brian Leo John Hennessy
Brian Leo John Hennessy CR (ur. 7 stycznia 1919 w Detroit, zm. 13 lutego 1997) – amerykański duchowny rzymskokatolicki, zmartwychwstaniec, misjonarz, biskup Hamilton na Bermudach.

## Biografia
30 lipca 1950 otrzymał święcenia prezbiteriatu i został kapłanem Zgromadzenia Zmartwychwstania Pana Naszego Jezusa Chrystusa.
28 lutego 1975 papież Paweł VI mianował go biskupem Hamilton na Bermudach. 14 maja 1975 przyjął sakrę biskupią z rąk biskupa Hamilton (w Kanadzie) Paula Francisa Redinga. Współkonsekratorami byli emerytowany biskup Hamilton Joseph Francis Ryan oraz biskup pomocniczy Londonu John Michael Sherlock.
1 czerwca 1995, rok po osiągnięciu wieku emerytalnego, przeszedł na emeryturę.